# Mike Hallett
Mike Hallett (* 2. Juli 1959) ist ein englischer Snookerspieler und Sportkommentator aus Grimsby. Zwischen 1979 und 2005 spielte er insgesamt 21 Jahre auf der Profitour.

## Karriere

### Anfänge und Top-32-Jahre
Mike Hallett stammt aus Grimsby an der Nordostküste Englands. Schon als Jugendlicher war er auf Landesebene erfolgreich. Er gewann 1975 die englische U16-Meisterschaft und wurde 1978 U21-Meister. Zweimal war er Viertelfinalist in der Nordgruppe der English Amateur Championship. In der Saison 1979/80 nahm er erstmals an der Profitour teil. Bei der UK Championship erreichte er die zweite Runde. Auch bei der Weltmeisterschaft gewann er eine Qualifikationsrunde, schaffte es aber nicht unter die Letzten 24 des Hauptturniers. Dafür besiegte er unmittelbar nach der WM bei den Pontins Camber Sands Open den Kanadier Cliff Thorburn, der gerade erst Weltmeister geworden war, mit 4:3. Im Jahr darauf kam er bei der UK Championship bereits in Runde 3, bei der WM verpasste er zwar erneut das Hauptturnier, in der Snookerweltrangliste gehörte er aber ab diesem Jahr zu den Top 32.
In den folgenden Jahren bestätigte er bei steigender Teilnehmerzahl bei den Profiturnieren diese Leistung, ohne sich zu verbessern. 1982 wurde die Hauptrunde der Weltmeisterschaft erstmals auf 32 Spieler erweitert und Hallett gab sein Debüt im Crucible Theatre. Beim Bass and Golden Leisure Classic erreichte er bei einem professionellen Einladungsturnier sein erstes Halbfinale und am Ende Platz 3. In der Saison 1982/83 kam er bei der UK Championship zum ersten Mal ins Achtelfinale und verlor dort nur knapp mit 8:9 gegen Ray Reardon. Bei den inzwischen drei Ranglistenturnieren kam er aber nicht über die Letzten 32 hinaus. 1983 besiegte er beim Professional Players Tournament den neuen Weltranglistenersten Steve Davis mit 5:2 und kam dort ebenso ins Achtelfinale wie anschließend bei der UK Championship und dem Classic. Im Jahr darauf war der Grand Prix das einzige Ranglistenturnier, bei dem er das Achtelfinale erreichte. Bei einem Einladungsturnier in Spanien, dem Costa Del Sol Classic hatte er zuvor das Finale erreicht und mit 2:5 gegen Dennis Taylor verloren. Gegen Taylor spielte er auch bei der Weltmeisterschaft 1986 in der ersten Hauptrunde im Crucible. Durch einen 10:6-Sieg schaffte er es nicht nur selbst erstmals ins Achtelfinale, er hatte damit auch den Titelverteidiger aus dem Turnier geworfen. Zuvor hatte er in der Saison bei 5 Ranglistenturnieren das Achtelfinale verpasst, so dass er in der Rangliste noch immer auf der Stelle trat.

### Aufstieg in die Top 10
Dies änderte sich in der Saison 1986/87. Beim Grand Prix und bei der UK Championship stand er unter den Letzten 16 und bei der Weltmeisterschaft besiegte er Tony Knowles und Silvino Francisco und kam bis ins Viertelfinale. Damit gehörte er im folgenden Jahr zu den Top 16 der Welt. Die Saison begann er beim Australian Masters mit einem Sieg über den Weltranglistenfünften Joe Johnson und dem Erreichen des Finals, das er 1:4 gegen Stephen Hendry verlor. Anschließend erreichte er beim International Open zum ersten Mal das Halbfinale eines Ranglistenturniers und schlug dabei die Nummer 2 der Welt Jimmy White. Gegen den Weltranglistenersten Steve Davis schied er dann aber aus. Auf Davis traf er auch im Finale des Masters, für das er erstmals qualifiziert war. Allerdings gelang ihm kein einziger Framegewinn und er verlor mit 0:9. Es war der einzige whitewash in einem Masters-Finale. Bei den British Open erreichte er nach einem 9:8 über John Parrott sein erstes Ranglistenfinale, das er aber wieder sehr deutlich mit 2:13 gegen Stephen Hendry verlor. Gemeinsam mit Hendry feierte er 1987 aber auch seinen ersten Turniererfolg: Bei der World Doubles Championship gewannen sie als Doppel den Titel. Nach einem weiteren Achtelfinale bei der Weltmeisterschaft, bei dem er gegen Steve Davis erneut mit 1:13 unterging, folgte zum Saisonabschluss noch einmal bei einem Nichtranglistenturnier, dem Pontins Professional, sein viertes Finale. Wieder folgte eine deutliche 1:9-Niederlage, diesmal gegen John Parrott. In der Saison 1988/89 setzte sich die Serie erst einmal fort: Gegen Hendry verlor er das New Zealand Masters mit 1:6 im Endspiel. Beim Fosters Professional, einem Einladungsturnier in Irland, trafen die beiden erneut im Finale aufeinander und diesmal holte Hallett endlich seinen ersten Einzeltitel mit 8:5. Später in der Saison gelang ihm noch der Einzug ins Finale der English Professional Championship 1989. Er gewann die letzte Ausgabe dieser Meisterschaft der englischen Profis mit 9:7 gegen John Parrott. Beim Canadian Masters, dem European Open und dem British Open kam er jeweils bis ins Halbfinale und im WM-Viertelfinale verlor er wieder deutlich mit 3:13 gegen Steve Davis. Nach den beiden erfolgreichsten Jahren seiner Karriere erreichte er 1989 mit Platz 6 auch seine beste Weltranglistenplatzierung.
Zu Beginn der folgenden Saison besiegte er beim Hong Kong Open 1989, dem ersten Ranglistenturnier in Asien, ein zweites Mal Stephen Hendry und danach Jimmy White und erreichte sein zweites Ranglistenfinale. Er traf auf den Neuseeländer Dene O’Kane und bezwang ihn mit 9:8 und 61:40 Punkten im Entscheidungsframe. Es war der erste und einzige Ranglistensieg für den Engländer in seiner Karriere. Danach ließ der Erfolg aber nach und es gelang ihm bei keinem weiteren Turnier mehr, über das Viertelfinale hinauszukommen. Erst beim Pontins Professional am Saisonende erreichte er wieder ein Finale. Sein Gegner Stephen Hendry revanchierte sich für die vorangegangenen drei Niederlagen und holte sich mit 9:6 den Turniersieg. In der neuen Saison wurde mit dem International One Frame Shoot-out 1990 erstmals ein Turnier mit eigenen Regeln und nur einem Frame pro Partie gespielt. Hallett spielte sich erfolgreich bis ins Finale, wo er gegen Darren Morgan verlor. Beim Asian Open und beim Classic kam er jeweils bis ins Halbfinale und verlor gegen Hendry bzw. White. Beim Masters stand er dann zum zweiten Mal bei diesem Turnier im Finale und hatte Stephen Hendry lange am Rande der Niederlage. Doch einen 7:0- und 8:2-Vorsprung konnte er nicht verwerten, er verlor selbst 7 Frames in Folge und davon den letzten und entscheidenden mit 41:51. Auch beim Pontins Professional zum Saisonabschluss erreichte er wieder das Finale und verlor gegen Neal Foulds mit 6:9. Dreimal hatte er bei dem Turnier im walisischen Prestatyn im Finale gestanden und dreimal war er unterlegen.

### Die späten Jahre bis zum Main-Tour-Aus
Dank seiner beständigen Gesamtleistungen konnte er sich bis 1991 in den Top 8 halten. In der Saison 1991/92 schied er aber bei den Ranglistenturnieren gleich 6 Mal in der ersten Runde aus. Das Viertelfinale beim Classic war sein bestes verwertbares Ergebnis. Dabei verlief das Spieljahr insgesamt gar nicht schlecht, er gewann das Humo Masters in Antwerpen mit 9:7 gegen Neal Foulds und das Scottish Masters mit 10:6 gegen Steve Davis. Bei der Belgian Challenge und der European Challenge – beide ebenfalls in Belgien – und beim Irish Masters stand er jeweils im Halbfinale. Alles brachte jedoch keine Weltranglistenpunkte, deshalb fiel in der Rangliste zurück und auch gleich aus den Top 16 heraus. Den weiteren Absturz konnte er in der Folgesaison unter anderem mit einem Viertelfinale bei den Welsh Open 1993 verhindern, aber mit den Topergebnissen war es auch bei den Nichtranglistenturnieren vorbei. Nur einmal, beim Pontins Professional stand er noch im Halbfinale. Bei der Weltmeisterschaft schaffte er es zum ersten Mal überhaupt nicht unter die Letzten 32 und nach 11 Jahren nicht mehr ins Crucible. Beim Pot Black, einem Sonderformat, reichte er dann im August 1993 zum letzten Mal ein Finale, das er mit 0:2 gegen Steve Davis verlor. Seinen Angstgegner konnte er in seiner Karriere in 19 Profipartien nur 3 Mal besiegen. Im Rest der Saison 1993/94 kam er bei den Ranglistenturnieren nicht mehr über die Letzten 32 hinaus und auch zwei Achtelfinalplatzierungen im Jahr darauf konnten nicht verhindern, dass er zum Ende der nächsten Spielzeit aus den Top 32 fiel.
Der Abstieg setzte sich 1995/96 fort, nur einmal erreichte er noch die Letzten 32. Und ausgerechnet im Jahr darauf gab es nur noch Auftaktniederlagen bei allen Turnieren. Sein Sturz auf Platz 89 bedeutete auch den Verlust seines Profistatus, weil ab 1997 eine Top-64-Platzierung für den weiteren Zugang zu den Profiturnieren nötig gewesen wäre. Er nahm zwar an der WPBSA Qualifying School teil, bei der weitere Main-Tour-Plätze vergeben wurden, aber im dritten Turnier verlor er das entscheidende Spiel gegen Troy Shaw mit 1:5. Deshalb blieb ihm nur die zweitklassige UK Tour, bei der er allerdings auch nicht erfolgreich abschnitt. 1998/99 trat er wieder in der Vorqualifikation der Profiturniere an, erreichte aber kein einziges Mal die Letzten 128. Nach einem weiteren Jahr auf der UK Tour spielte er 2000/01 noch einmal bei den großen Turnieren und schaffte es immerhin bei den China Open noch einmal unter die Letzten 48 und bei der UK Championship in Runde 3.

### Nach der Profikarriere
Ab 2001 folgten drei Jahre auf der Challenge Tour. Eine Platzierung unter den Letzten 128 bei der Weltmeisterschaft 2004, nachdem er 5 Runden Vorqualifikation überstanden hatte, reichte für einen Platz in den Top 16 der Endwertung der Challenge Tour 2003/04 aus. In der Saison 2004/05 spielte er so ein letztes Mal auf der Main Tour. Er gewann insgesamt nur zwei Spiele und endete auf Platz 91, womit er seinen Profistatus endgültig verlor. In den folgenden fünf Jahren nahm er an der Pontin’s International Open Series teil, die die Challenge Tour abgelöst hatte. Er erreichte ordentliche Ergebnisse und beim vierten Turnier der PIOS 2008/09 kam er sogar ins Finale, das er mit 1:6 gegen Craig Steadman verlor. Platz 17 in der Series 2008/09 war aber sein bestes Ergebnis und nur die ersten 8 qualifizierten sich jeweils für die Main Tour. 2010 endete aber auch diese Qualifikationsserie. 2011 nahm er noch einmal im Alter von 51 Jahren an der Q School teil und konnte auch noch einige Matches gewinnen, ohne aber ernsthaft in die Nähe der Qualifikation zu kommen.
In den folgenden Jahren spielte er einige Turniere der neuen Players Tour Championship und überstand dreimal die Amateurqualifikation, um dann jeweils in der ersten Hauptrunde zu verlieren. Er nahm mehrfach an der World Seniors Championship teil und schrieb sich 2016 und 2017 noch einmal bei der Q School ein, verlor aber seine vier Erstrundenspiele meist deutlich.
In den 1990er Jahren begann Mike Hallett außerdem als Snooker-Kommentator. Über Jahrzehnte begleitete er die Snooker Premier League für Sky Sports und die meisten Main-Tour-Turniere bei Eurosport.

## Erfolge
Ranglistenturniere:
- Sieger: Hong Kong Open (1989)
- Finalist: British Open (1988)
- Halbfinale: International Open (1987), Canadian Masters (1988), European Open (1989), British Open (1989), Asian Open (1990), Classic (1991)

Andere Profiturniere:
- Sieger: Fosters Professional 1988, English Professional Championship (1989), Scottish Masters (1991), Humo Masters (1991)
  - im Doppel mit Stephen Hendry: World Doubles Championship (1987), World Masters Doubles (1991)
- Finalist: Masters (1988, 1991), Costa Del Sol Classic (1984), Australian Masters (1987), Pontins Professional (1988, 1990, 1991)
  - Sonderformate: International One Frame Shoot-Out (1990), Pot Black (1993)

Qualifikationsturniere:
- Finalist: WPBSA Qualifying School (1997, Event 3), PIOS (2008/09 – Turnier 4)

Pro-Am-Turniere (für Profis und Amateure):
- Sieger: Pontins Spring Open (1991, 1993), Dutch Open (1989, 1993)